# Ryukyu-Ratte
Die Ryukyu-Ratte (Diplothrix legata, japanisch ケナガネズミ Kenaga-Nezumi) ist eine Nagetierart aus der Gruppe der Altweltmäuse (Murinae). 
Ryukyu-Ratten erreichen eine Kopfrumpflänge von 22 bis 33 Zentimetern und eine Schwanzlänge von 24 bis 33 Zentimetern. Ihr langes, dichtes Fell ist grau gefärbt, wobei die Unterseite etwas heller als die Oberseite ist. Der Schwanz ist behaart, die kleinen Ohren sind spärlich behaart.
Diese Nagetiere leben auf den zu Japan gehörenden Ryūkyū-Inseln, namentlich Amami-Ōshima, Tokunoshima und Okinawa. Ihr Lebensraum sind Wälder, meist leben sie zwischen 300 und 400 Höhenmetern. Sie halten sich vorrangig auf Bäumen auf.
Hauptgefahren für die Ryukyu-Ratte sind die Abholzungen sowie die Nachstellung durch Hunde, Katzen und die eingeschleppten Kleinen Mungos. Die IUCN listet die Art als „stark gefährdet“ (endangered).